# گرت مواگوتوتیا
گرت مواگوتوتیا (انگلیسی: Garrett Muagututia؛ زادهٔ ۲۶ فوریهٔ ۱۹۸۸) بازیکن والیبال اهل ایالات متحده آمریکا است.
از باشگاه‌هایی که در آن بازی کرده‌است می‌توان به باشگاه فوتبال اسپورتینگ اشاره کرد.